# Быкасов, Николай Владимирович
Николай Владимирович Быкасов (16 мая 1921, д. Ламки, Тамбовская губерния — 1 февраля 1976, Мытищи, Московская область) — лётчик-ас, Герой Советского Союза.

## Биография
Родился в 1921 году в семье крестьянина. По окончании школы фабрично-заводского ученичества в городе Коломна Московской области работал токарем и учился в аэроклубе. С 1940 года в Красной Армии. В 1941 году окончил Качинскую военную авиационную школу пилотов.
На фронтах Великой Отечественной войны с июня 1943 года. Сражался в составе 247-го истребительного авиационного полка (позднее ставшего 156-м гвардейским иап (12-я гвардейская истребительная авиационная дивизия), которым командовал гвардии подполковник Я. Н. Кутихин. Летал на истребителях конструкции А. С. Яковлева.
К 25 января 1945 года заместитель командира эскадрильи 156-го гвардейского истребительного авиационного полка (12-я гвардейская истребительная авиационная дивизия, 1-й гвардейский штурмовой авиационный корпус, 2-я воздушная армия, 1-й Украинский фронт) гвардии старший лейтенант Н. В. Быкасов совершил 325 боевых вылетов на Як-1 и Як-9, провёл 69 воздушных боев, сбил лично 20 и в группе с товарищами 1 самолёт противника. В боях был ранен.
К концу войны Быкасов выполнил 385 успешных боевых вылетов. В 73 воздушных боях сбил 21 вражеский самолёт лично и 2 — в группе с товарищами.
Почти сразу же по окончании войны, в 1946 году, Николай Владимирович вышел в запас.
Умер в 1976 году. Похоронен в Мытищах на Волковском кладбище.

## Награды
- Герой Советского Союза, звание присвоено 10 апреля 1945 года за мужество и воинскую доблесть, проявленные в боях
- Награждён орденами Ленина, Красного Знамени (дважды), Александра Невского, Отечественной войны 1-й и 2-й степени, а также медалями

## Память

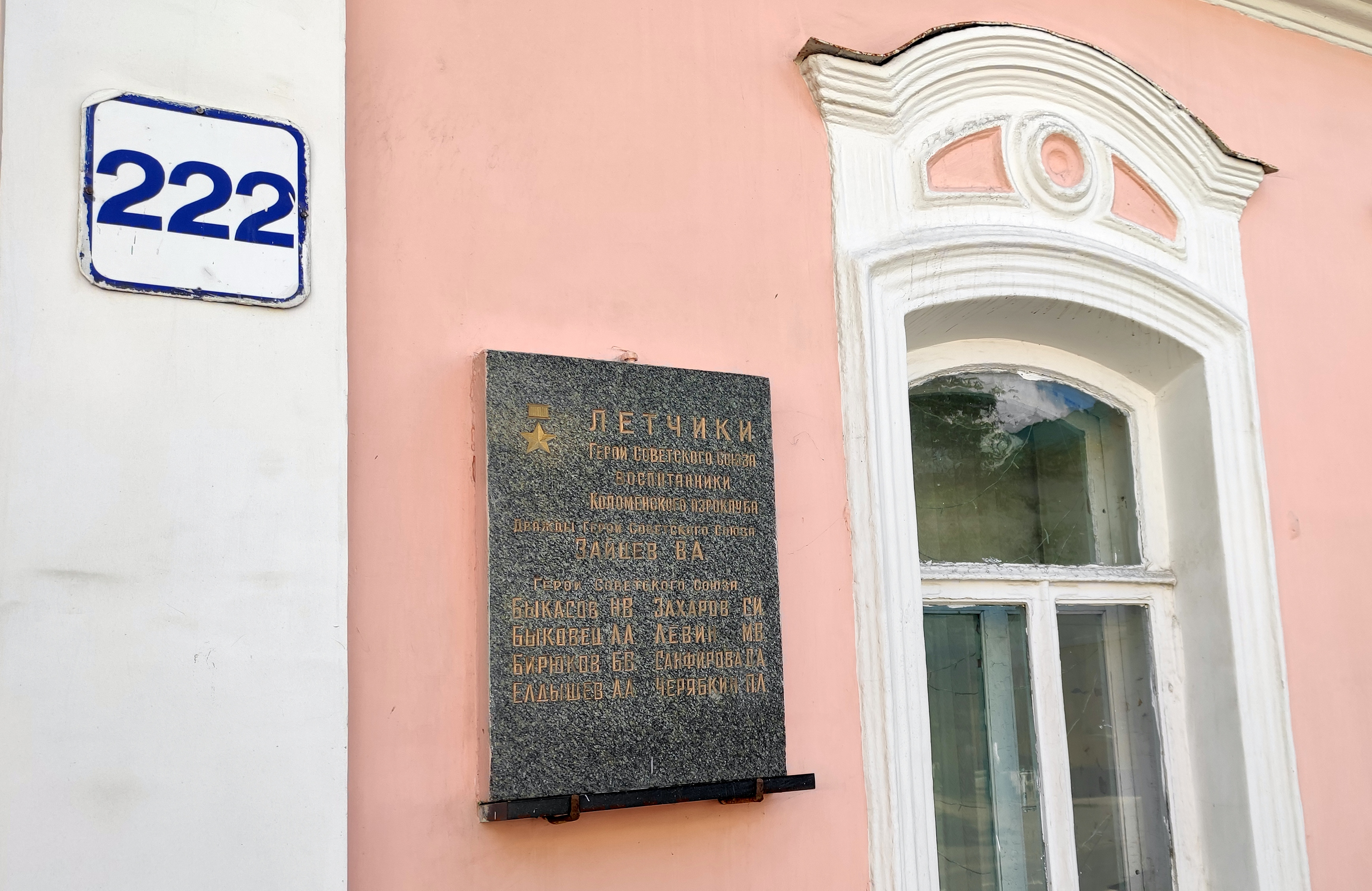
Памятная доска на стене д. 222 по ул. Октябрьской революции в Коломне памяти Н. В. Быкасова и других Героев Советского Союза, связанных с Коломенским аэроклубом

- Имя Н. В. Быкасова высечено на мемориальной доске на здании Коломенского аэроклуба.